# Santenay (Côte-d'Or)
Santenay es una comuna francesa situada en el departamento de Côte-d'Or, en la región de Borgoña-Franco Condado.

## Demografía
| 1072 | 1007 | 1008 | 1014 | 1008 | 904 | 913 |
| Para los censos de 1962 a 1999 la población legal corresponde a la población sin duplicidades (Fuente: INSEE [Consultar]) |      |      |      |      |     |     |